# 里奧哈龍科
里奧哈龍科（Riojasauridae）是一群外表類似蜥腳下目的恐龍，生存於三疊紀晚期。對於里奧哈龍科的研究主要來自於里奧哈龍，以及優脛龍。

## 發現地點
- 優脛龍：南非奧蘭治自由邦下艾略特組。
- 里奧哈龍：阿根廷拉里奧哈省伊斯巨拉斯托（Ischigualasto）地區。